# Mitropapokal 1967/68
Der Mitropapokal 1967/68 war die 28. Auflage des Fußballwettbewerbs. Roter Stern Belgrad gewann das in Hin- und Rückspiel ausgetragene Finale gegen Spartak Trnava.

## Achtelfinale
Die Spiele fanden vom 1. November bis zum 20. Dezember 1967 statt.
|                     | Gesamt |                      | Hinspiel | Rückspiel |
| ------------------- | ------ | -------------------- | -------- | --------- |
| Tatabányai Bányász  | 3:8    | Inter Bratislava     | 3:1      | 0:7       |
| Linzer ASK          | 1:2    | Vardar Skopje        | 0:0      | 1:2       |
| Austria Wien        | 3:2    | Atalanta Bergamo     | 1:2      | 2:0       |
| Roter Stern Belgrad | 4:3    | Diósgyőri VTK        | 3:0      | 1:3       |
| Újpesti Dózsa       | 7:2    | Wiener Sport-Club    | 6:1      | 1:1       |
| Jednota Trenčín     | 0:1    | Željezničar Sarajevo | 0:0      | 0:1       |
| US Cagliari         | 8:3    | Baník Ostrava        | 6:0      | 2:3       |
| Spartak Trnava      | 3:2    | AS Rom               | 2:1      | 1:1       |

## Viertelfinale
Die Spiele fanden vom 28. Februar bis zum 3. April 1968 statt.
|                     | Gesamt |                      | Hinspiel | Rückspiel |
| ------------------- | ------ | -------------------- | -------- | --------- |
| Spartak Trnava      | 4:3    | Željezničar Sarajevo | 2:1      | 2:2       |
| Vardar Skopje       | 2:0    | US Cagliari          | 1:0      | 1:0       |
| Austria Wien        | 3:6    | Újpesti Dózsa        | 2:2      | 1:4       |
| Roter Stern Belgrad | 5:3    | Inter Bratislava     | 3:0      | 2:3       |

## Halbfinale
Die Spiele fanden vom 8. Mai bis zum 6. Juni 1968 statt.
|                | Gesamt |                     | Hinspiel | Rückspiel |
| -------------- | ------ | ------------------- | -------- | --------- |
| Spartak Trnava | 6:3    | Vardar Skopje       | 4:1      | 2:2       |
| Újpesti Dózsa  | 2:4    | Roter Stern Belgrad | 1:0      | 1:4       |

## Finale
Das Hinspiel fand am 16., das Rückspiel am 23. Oktober 1968 statt.
|                | Gesamt |                     | Hinspiel | Rückspiel |
| -------------- | ------ | ------------------- | -------- | --------- |
| Spartak Trnava | 2:4    | Roter Stern Belgrad | 1:0      | 1:4       |